# RTL Három
Az RTL Három a magyar RTL Csoport filmekkel  foglalkozó csatornája, amely 2022. október 28-án kezdte meg működését az RTL+ jogutódaként. A csatornát 2022 őszén már harmadszor nevezte át az anyacég: a név-, arculat- és profilváltást az egykori RTL Klubhoz és az RTL II-hőz hasonlóan a német, holland és luxemburgi társcégekből álló RTL Group egységes arculatának átvétele indokolta.
A csatorna reklámidejét az RTL Saleshouse értékesíti.
Vidus Gabriella, az RTL Magyarország vezérigazgatójának kiszivárogtatott prezentációja szerint 2022-ben RTL+ néven fizetős streamingszolgáltatást indított a médiavállalat.

## Története

### Poén! (2008–2010)
A csatorna indulását 2007 augusztusában jelentette be az akkori tulajdonosa, az IKO Media Group, amikor 2007. szeptember 18-án a román CNA engedélyezte a társaságnak egy új csatorna elindítását. Az előzetes tervek szerint a csatorna 2007 novemberében indult volna. Az indulás végleges időpontját 2008. március 27-én jelentették be, mely 2008. április 2-án meg is történt. A csatorna főként az egykori RTL Klub (jelenleg RTL) gyártásában készült humoros, főműsoridős show-műsorokat tűzte műsorra (például Esti Showder Fábry Sándorral, Gálvölgyi Show, Szeszélyes), valamint szitkomokat, vígjátéksorozatokat és filmeket sugárzott. A csatornát az IKO Kábeltévé Kft. indította, jogilag a román médiahatóság felügyelete alá tartozott a társaság többi csatornájához hasonlóan. A csatorna székhelye Erdélyben, Romániában volt. Onnan sugározták a South Park c. sorozatot egészen az év júniusáig. A csatorna logóját nem sokkal az indulás után levédték, arculatát az argentin Punga TV munkatársai készítették.

### Prizma TV (2010–2014)
2010. augusztus 24-én az IKO Media Group levédette a Prizma TV nevet a Szellemi Tulajdon Nemzeti Hivatalánál. A csatorna indulását az év december 9-én jelentették be, ekkor jelent meg a hivatalos logója. A csatorna 2010. december 20-án 05:00-kor, a Poén! mulatós című show-műsor szünete után vette fel új nevét és profilját: főként az RTL archívumában található elsősorban szórakoztató műsorokat tűzte műsorra (Balázs show, Celeb vagyok, ments ki innen!, Győzike show, Kalandra fal!, Kész átverés, Mónika show, Pasik!), majd később saját premierekkel is jelentkezett.
2011. július 28-án másik 6 IKO-s csatornával együtt megvásárolta a luxemburgi székhelyű RTL Csoport. Az év augusztusától az orosz Premjer-Liga mérkőzéseit is közvetítette.
2012. február 14-én a megszűnés valószínűsége merült fel, helyét az RTL Csoport új csatornája, az RTL II vette volna át. A Prizma TV-n kívül szóba került még a Reflektor TV és a Sorozat+ is, de az új csatorna végül önálló helyen indult október 1-jén.
2013. május 21-én a Sorozat+-szal együtt szélesvászonra váltott.
2014 januárjától a Prizmán eddig nem látott tartalmak is képernyőre kerültek.

### RTL+ (2014–2022)
2014. február 27-én jelentették be a Prizma TV átnevezését. A névváltás oka, hogy az RTL Csoport szerette volna kiterjeszteni és megerősíteni az RTL márkát, illetve ki szerette volna fejezni, hogy mely csatornacsaládhoz tartozik a csatorna. A legkézenfekvőbb az RTL3 lett volna (az RTL II után), azonban az egykori R-Time (jelenleg RTL Saleshouse) 2013-tól 2016-ig ezen a néven értékesítette a csoporthoz tartozó másik három kábelcsatorna (RTL II, Cool, Film+) reklámidejét, így ez a név már foglalt volt. A csatorna 2014. május 1-jén vette fel az RTL+ nevet.
Székhelye 2015. január 1-től Luxemburg lett, a többi RTL-érdekeltségű kábelcsatornával együtt, 2015 márciusa óta az új székhely ellenére az RTL kábelcsatornái a magyar korhatárkarikákat használják.
2016. március 1-jén a csatorna új, színesebb arculatot kapott.
2019-ben E-sport eseményeket tűzött képernyőjére 22 órai kezdettel E-mánia című magazinjában, amelyet az Esport1 online tévécsatornával együtt készített.
2020-ban Igazi Krimi néven futott műsorblokk a csatornán, vásárolt tartalmakkal és többek közt az eredetileg az RTL Klubra készített Bűnös lelkek című reality-sorozattal.
2021 őszétől (a 2022-es átnevezésen keresztül) 2027-ig a HD felbontásra váltott csatorna az UEFA Európa Liga és a vadonatúj UEFA Konferencia Liga közvetítője. Az első évben a 32 csapatos EL–csoportkörbe jutó Ferencváros találkozóit közvetítő M4 Sport után az RTL Magyarország csatornájáé a második választás joga. (2015 és 2018 között a társaság az RTL II számára szerezte meg a drágább első számú csomagot, ám ebben az időszakban nem jutott magyar klub a még 48 csapatos mezőnybe.) Innovációnak számít Magyarországon, hogy egyes meccsek csak fizetős streaming platformon – az RTL Most+-on – kerülnek képernyőre.

### RTL Három (2022–)
2022. szeptember 2-án a cég bejelentette a csatorna átnevezését, illetve az arculatváltását. A csatorna 2022. október 28-án 05:00-tól RTL Három néven sugároz tovább, mint kizárólag filmeket vetítő és labdarúgást közvetítő adó. Ezzel az RTL Három lett az RTL Csoport történetében a legtöbbször nevet és profilt váltó csatorna létezése alatt. A hivatalos bejelentés előtt is sejteni lehetett a névváltás időpontját, mivel október 28-án változott a műsorstruktúra: napközben filmeket adnak, míg hétvégén reggel egy-egy sorozat megy, mint például: A Midsomer gyilkosságok és az Extralarge.
2024-től a következő három évre a Bajnokok Ligája közvetítés elsődleges választási jogát az RTL–csoport vette meg. Fordulónként egy mérkőzést az RTL Három fog közvetíteni. A döntőket (Szuperkupa, BL) illetve a magyar klubfutball érdekeltségű csoportmérkőzéseket az RTL-en adják, azonban a mérkőzések jelentős része az online RTL+-on lesz majd elérhető.

## Logói

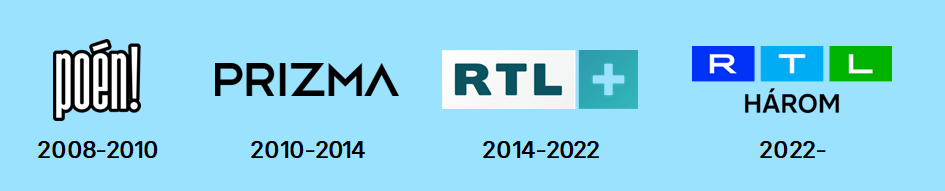
A csatorna logói 2008-tól egészen napjainkig

## Saját gyártású műsorai

### Jelenlegi műsorai

#### Sportmérkőzések
| Műsor címe                                | Bemutató             | Megjegyzés |
| ----------------------------------------- | -------------------- | ---------- |
| UEFA-bajnokok ligája                      | 2024. szeptember 17. |            |
| UEFA Európa Liga és UEFA Konferencia Liga | 2024. szeptember 25. |            |

### Befejezett műsorai

#### Főműsoridős show-műsorok
| Műsor címe         | Bemutató          | Megjegyzés |
| ------------------ | ----------------- | ---------- |
| Telekabaré         | 2008. április 13. |            |
| Mi a vágyad, more? | 2019. április 1.  |            |

## Műsorvezetők

### Jelenlegi műsorvezetők
| Műsorvezető    | Műsorai                                   |
| -------------- | ----------------------------------------- |
| Haraszti Ádám  | UEFA Bajnokok Ligája                      |
| Matthesz Flóra | UEFA Bajnokok Ligája                      |
| Nagy Viktor    | UEFA Európa Liga és UEFA Konferencia Liga |

### Korábbi műsorvezetők
| Műsorvezető        | Műsorai                                   |
| ------------------ | ----------------------------------------- |
| Farkasházy Tivadar | Telekabaré                                |
| Gáspár Győző       | Mi a vágyad, more?                        |
| Gyetván Csaba      | UEFA Európa Liga és UEFA Konferencia Liga |